# Heterosaurus neocomiensis
L'eterosauro (Heterosaurus neocomiensis) è un dinosauro erbivoro appartenente agli ornitopodi. Visse nel Cretaceo inferiore (Hauteriviano, circa 135 milioni di anni fa) e i suoi resti fossili sono stati ritrovati in Francia. 

## Classificazione
Questo dinosauro è conosciuto per alcuni resti incompleti, comprendenti varie parti dello scheletro descritte per la prima volta nel 1850 dal paleontologo francese Jacques Cornuel. Lo studioso diede ai resti il nome di Heterosaurus neocomiensis ("lucertola differente del Neocomiano"), a causa del fatto che tra i fossili vennero ritrovati alcuni denti aguzzi e molto diversi da quelli di altri dinosauri scoperti in precedenza (Iguanodon, Hylaeosaurus, Megalosaurus). In realtà i denti appartenevano a un plesiosauro, un rettile marino i cui resti fossili si mischiarono a quelli del dinosauro. 
L'animale venne brevemente studiato da G. Corroy nel 1922, prima di cadere nel dimenticatoio fino al 1968, quando venne ridescritto da Albert F. de Lapparent e Vladimir Stchepinsky. Attualmente i fossili sono ospitati nel museo di Saint-Dizier, dove vennero studiati anche da Valerie Martin ed Eric Buffetaut nel 1992. I due paleontologi ritennero che Heterosaurus fosse molto simile, se non identico, alla specie Iguanodon atherfieldensis (successivamente nota come Mantellisaurus). In realtà, la differente collocazione stratigrafica e geografica potrebbe indicare una differente specie. 

## Descrizione
Heterosaurus era un dinosauro iguanodonte di medie dimensioni, lungo forse cinque metri e dotato di un corpo relativamente snello se rapportato a quello di Iguanodon. Le spine neurali delle vertebre dorsali erano piuttosto allungate, come quelle di Mantellisaurus. I resti di Heterosaurus, in ogni caso, rappresentano il più completo fossile di dinosauro ornitopode della Francia.